# Melipotis hadeniformis
Melipotis hadeniformis är en fjärilsart som beskrevs av Hans Hermann Behr 1870. Melipotis hadeniformis ingår i släktet Melipotis och familjen nattflyn. Inga underarter finns listade i Catalogue of Life.